# YafaRay
YafaRay (původně YafRay, Yet Another Free Raytracer) je zdarma dostupný open-source ray tracing engine, distribuovaný pod licencí LGPL. YafaRay je určený zejména pro fotorealistické renderování.
V současné době je možné využívat tento renderer jako externí renderovací engine pro 3D modelovací program Blender.

## Historie
Vývoj byl započat v roce 2001. První oficiální stabilní download verze byla k dispozici v červenci roku 2002. Původní název byl odvozen od počátečních písmen anglického názvu Yet Another Free Raytracer - Yafray. Tento název byl používán do verze 0.0.9. Jednalo se také o poslední verzi, která byla přímo integrovaná do GUI Blenderu. Vývojová verze 0.1.0 nesla již název YafaRay. Hlavním rozdílem oproti původní verzi (Yafray) byl způsob volání renderu a to skrze exportní skript napsaný v jazyce Python.

## Základní informace

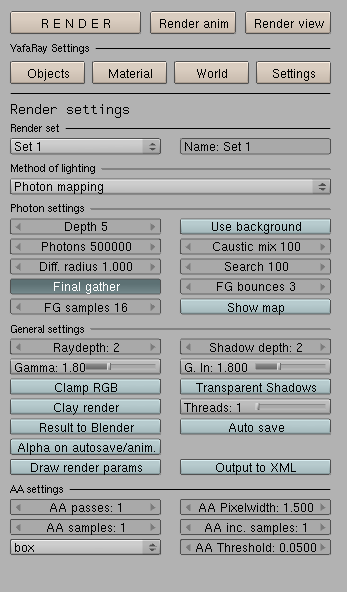
YafaRay Exporter for Blender

YafaRay je určen primárně pro renderování statických obrázků, zejména architektonických modelů a vizualizací objektů. S jeho pomocí je možno ale také renderovat i celé animace. YafaRay používá pro vykreslování 3D scén kromě přímého osvětlení také metodu globální iluminace. Konkrétně algoritmy jako Path tracing, Photon Mapping, Final Gather a Bidirectional Pathtracing.

## Základní funkce

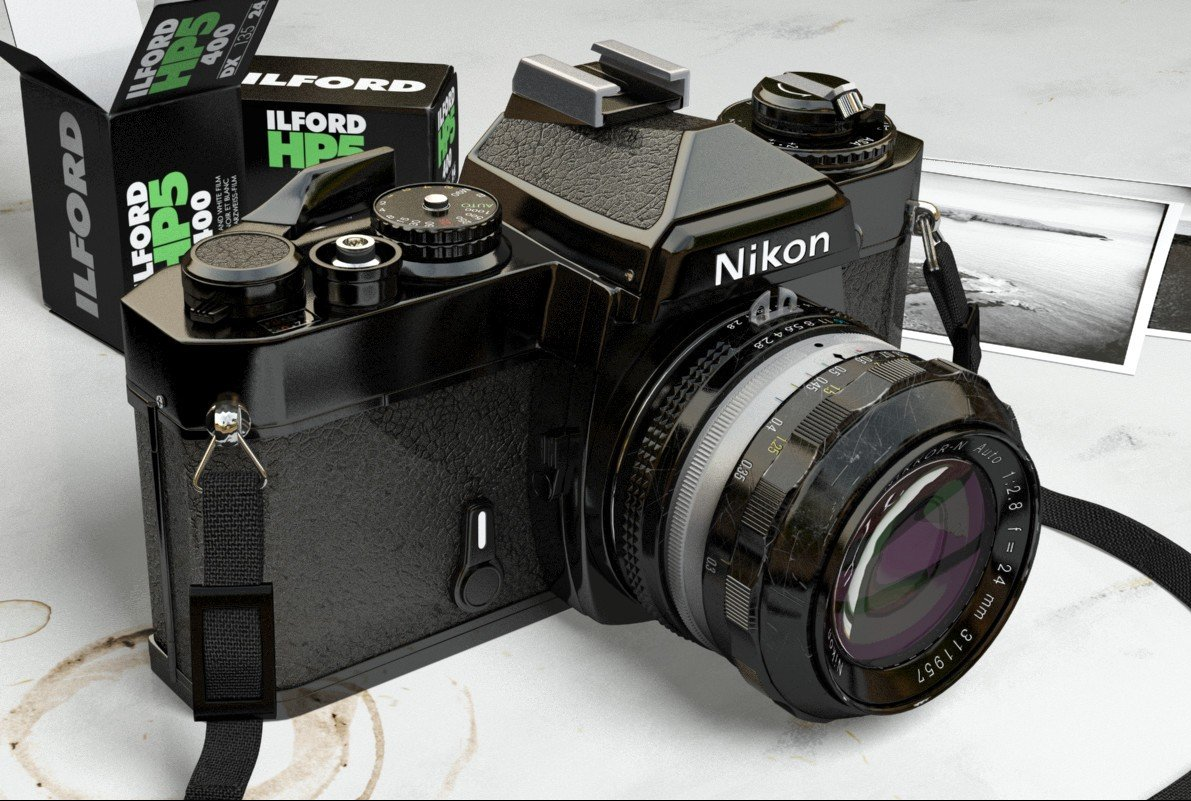
Render Output

Kromě různých metod vykreslování 3D scén je možné používat i pokročilejší technologie, využívané zejména pro docílení fotorealistického efektu renderů, jako jsou například efekty osvětlení scény pomocí HDRI (HDR) mapy, Volumetrics (Reakce světla s částicemi obsaženými ve vzduchu, používá se zejména pro vytvoření efektu mlhy, vodních par atd.), Depth of Field (Hloubka ostrosti scény) a dalších.
Připravovaná verze 0.1.2 bude také schopna detekovat a následně renderovat částice (tráva, vlasy apod.).
YafaRay využívá pro definování hodnot materiálů jednotlivých 3D modelů umístěných ve scéně vlastní hodnoty a po této stránce rozšiřuje výstupní možnosti interního renderovacího enginu Blenderu.

## Vývoj
V roce 2010 se YafaRay rozhodl přihlásit do programu Google Summer of Code. Z mnoha připravovaných projektů byly akceptovány:
- Blender 2.5 - integrace
- SubSurface Scattering
- Irradiance Caching
- Exportní plug-in pro Mayu
- Progresivní Photon Mapping
- Microrendering pro škálovatelný Final Gathering
- Síťový render

Zejména implementace Irradiance Caching (pro potřeby architektonických vizualizací) a SubSurface Scattering bude znamenat další krok kupředu.